# L'Oreille d'un sourd
Pour plus de détails, voir Fiche technique et Distribution.
L'Oreille d'un sourd est un film canadien écrit et réalisé par Mario Bolduc, et sorti en 1996.

## Synopsis
Un propriétaire d'une salle de bingo doit assassiner le beau-père de sa maitresse afin qu'elle puisse toucher son héritage.

## Fiche technique
- Titre anglais : The Ear of a Deaf Man
- Réalisation : Mario Bolduc
- Scénario : Mario Bolduc
- Genre : comédie[2]
- Musique : Hélène Bombardier
- Montage :  Francis Van Den Heuvel
- Durée : 95 minutes
- Date de sortie : printemps 1996

## Distribution
- Marcel Sabourin : Leon Bellavance
- Micheline Lanctôt : Sophie
- Paul Hébert : Emile
- Luc Proulx : Roland
- Marilys Ducharme : Mireille
- Fabien Dupuis : Paolo
- Julien Poulin : Vic Joyal
- André Montmorency : Ruby
- Thérèse Morange : Yolande